# Адриано (футболист)
Адриано Фирмино дос Сантос да Силва (порт.-браз. Adriano Firmino dos Santos da Silva; род. 4 ноября 1999, Рио-де-Жанейро) — бразильский футболист, полузащитник португальской «Санта-Клары».

## Биография
Адриано родился 4 ноября 1999 года в бразильском городе Рио-де-Жанейро.
Играет на позиции полузащитника. На молодёжном уровне выступал за «Резенди» (2017—2018) и «Крузейро».
В 2019—2022 годах играл за «Крузейро» в бразильской Серии B. В первом сезоне провёл 21 матч, во втором на его счету 28 поединков и 1 гол, в третьем — 14 матчей и 1 мяч.
С 2022 года выступает за португальскую «Санта-Клару». В сезоне-2022/23 сыграл 31 матч в Примейре, забил 1 гол. В сезоне-2023/24, после того как «Санта-Клара» вылетела во вторую лигу, провёл 26 поединков. В сезоне-2024/25 провёл в Примейре 30 матчей.